# Culicoides lichyi
Culicoides lichyi är en tvåvingeart som beskrevs av Floch och Emile Abonnenc 1949. Culicoides lichyi ingår i släktet Culicoides och familjen svidknott.
Artens utbredningsområde är Venezuela. Inga underarter finns listade i Catalogue of Life.